# Giuseppe Panocchia
Giuseppe Panocchia (Roma, 20 ottobre 1939) è un diplomatico italiano.

## Vita privata
Vive a Roma ed è sposato con Michela Campanile con la quale ha avuto tre figli: Nicola (medico al Policlinico Agostino Gemelli, e commendatore della repubblica), Francesco (dirigente bancario, morto in un incidente d'auto) e Sabina (professoressa di francese al liceo).

## Studi e Formazione
Nel 1964 completò gli studi in giurisprudenza all'Università degli Studi di Roma "La Sapienza", e partì per il servizio militare, che svolse nel corpo dei bersaglieri. Verso la fine dell'anno di leva vinse il concorso presso il ministero degli esteri, e una volta congedatosi dall'esercito entrò nel corpo diplomatico.

## Carriera
Nel 1966 fu assegnato all'ambasciata a Gedda. Nel 1970 fu assegnato all'ambasciata a Teheran.
Nel 1974 fu nominato Consigliere di Legazione. 
Nel 1975 fu assegnato all'Ufficio III, Dipartimento dell'Emigrazione e degli Affari Sociali, Ministero degli Affari Esteri, Roma. 
Dal 1976 ha lavorato presso il Dipartimento Relazioni Pubbliche del Ministero degli Affari Esteri e della Cooperazione Internazionale (Italia), dove è stato nominato Consigliere di Legazione nel 1980 e ha diretto il dipartimento dal 1981 al 1987. 
Nel 1984 è stato membro della Rappresentanza Permanente d'Italia presso la CEE . 
Nel 1986 è stato nominato Inviato Straordinario e Ministro Plenipotenziario di Seconda Classe.
Dal 12 gennaio 1990 al 7 marzo 1995 è stato ambasciatore a Rabat.
Dal 1995 al 1998 è stato ambasciatore a Tel Aviv.
Fu nominato Grande Ufficiale dell'Ordine al Merito della Repubblica Italiana